# Hospital Universitario de Melilla
El Hospital Universitario de Melilla es un hospital público situado en Melilla, y forma parte del Instituto Nacional de Gestión Sanitaria (INGESA).

## Historia

### SigloXX
Fue construido en 1910, a finales de la guerra de Melilla con veinte barracones desmontables de madera tipo "Docker" —por ello durante muchos años fue popularmente conocido como "Hospital Militar Docker"—, cuatro de ellos destinados a clínicas y el resto, con capacidad para 280 camas, para atajar la carestía de hospitales ocasionada por tal campaña bélica, además del Hospital Central (Hospital del Rey), el Alfonso XIII, el Gómez Jornada y la Enfermería Indígena, así como los improvisados en el Teatro Alcántara y el Casino Militar, sobre el Almacén de las Peñuelas, uno en el Cuartel de San Fernando, el de la Alcazaba y uno en cerca del Fuerte de María Cristina. En 1921, tras el Desastre de Annual y debido otra vez a la carestía de hospitales, en el que fueron usados para tal fin el Colegio de los Hermanos de las Escuelas Cristianas, actual Colegio La Salle el Carmen y la Enfermería Indígena, se sustituyeron los barracones de madera por otros de mampostería, que se conservaron hasta su derribo a principios del siglo XXI.
Fidel Pagés Miravét prestó servicios como jefe del equipo quirúrgico entre 1921 y 1923, y como homenaje a su figura, como comandante de Sanidad Militar y prueba de agradecimiento a su labor, se le concedió al hospital el nombre de "Pagés", y se colocó una placa en el quirófano con el siguiente texto: "Aquí operó Pagés; sirviendo a la Patria, enalteció a la Ciencia".
También en 1923 prestó allí sus servicios Mariano Gómez Ulla.

### SigloXXI
El 29 de febrero de 2008 se arrió por última vez la enseña española en su cierre para la construcción del futuro Hospital Universitario de Melilla, para lo que han sido derribados la mayoría de los barracones.

## Cobertura asistencial
El Hospital Universitario de Melilla atiende a una población superior a 85.000 habitantes, correspondiente a la Ciudad Autónoma de Melilla. El hospital está ubicado en la zona este de la ciudad. 

### Atención Primaria
Es el hospital asignado para 3 centros de salud y 1 consultorio de Atención Primaria. 

## Cartera de Servicios
| - Alergología - Aparato Digestivo - Cardiología - Endocrinología - Geriatría - Hematología y Hemoterapia - Medicina Interna - Neumología - Neurología - Neurofisiología - Oncología - Pediatría - Reumatología - Urgencias | - Cirugía General y de Aparato Digestivo - Dermatología - Obstetricia y Ginecología - Oftalmología - Otorrinolaringología - Traumatología y Cirugía Ortopédica - Urología | - Análisis Clínicos - Anatomía Patológica - Anestesiología y Reanimación - Bioquímica - Farmacia Hospitalaria - Medicina Intensiva - Medicina Preventiva - Medicina del Trabajo - Microbiología y Parasitología - Psiquiatría - Psicología Clínica - Radiodiagnóstico - Radiofísica Hospitalaria - Rehabilitación |

## Personal
En el centro trabajan alrededor de 830 profesionales. Cuenta con:
- facultativos 144
- enfermería 241
- Otro personal 447

## Instalaciones y recursos
El Hospital Universitario de Melilla está ubicado en un solar de más de 45.000 metros cuadrados, y está constituido por un edificio central, que contiene servicios médicos y quirúrgicos en dos plantas superpuestas con otros edificios perimetrales que albergan las áreas de Hospitalización, Urgencias, Consultas Externas, Administración y Cafetería. 
El hospital dispone de:
- camas instaladas 265
- quirófanos 6
- consultas externas 18
- tomógrafos computarizados 1
- resonancias magnéticas 1

### Accesos
Al Hospital Universitario de Melilla se puede llegar en transporte público de Melilla mediante las lineas de autobús.